# Alaminos (Pangasinan)
Alaminos is een stad in de Filipijnse provincie Pangasinan op het eiland Luzon. Bij de laatste census in 2007 had de stad bijna 80.000 inwoners.

## Geschiedenis
Alaminos was voorheen een onderdeel van Bolinao genaamde barangay Suyang. In 1737 besloten de bewoners van deze barangay om de plaats te verhuizen naar een andere locatie, vanwege de onbewoonbaarheid van de oorspronkelijke locatie. De nieuwe naam van het dorpje werd Casborran.
Hierna werd om onbekende redenen de naam gewijzigd in Salapsap of Sarapsap, naar de rivier met die naam. De Spanjaarden verbasterden deze naam tot Zarapzap.
In 1872 werd de naam van Zarapzap ten slotte gewijzigd in Alaminos ter ere van de toenmalige Luitenant-Gouverneur-generaal.
Op 5 maart 2001 tekende president Gloria Macapagal-Arroyo de wet die bepaalde dat Alaminos voortaan de vierde stad van Pangasinan zou zijn. Op 28 maart 2001 werd deze wet bekrachtigd door een referendum onder de bevolking van Alaminos, waarin 85% voor de omvorming tot stad stemde.

## Geografie

### Bestuurlijke indeling
Alaminos is onderverdeeld in de volgende 39 barangays:
| - Alos - Amandiego - Amangbangan - Balangobong - Balayang - Bisocol - Bolaney - Baleyadaan - Bued - Cabatuan - Cayucay - Dulacac - Inerangan | - Landoc - Linmansangan - Lucap - Maawi - Macatiw - Magsaysay - Mona - Palamis - Pandan - Pangapisan - Poblacion - Pocalpocal - Pogo | - Polo - Quibuar - Sabangan - San Antonio - San Jose - San Roque - San Vicente - Santa Maria - Tanaytay - Tangcarang - Tawintawin - Telbang - Victoria |

## Demografie
Alaminos had bij de census van 2007 een inwoneraantal van 79.788 mensen. Dit zijn 6.340 mensen (8,6%) meer dan bij de vorige census van 2000. De gemiddelde jaarlijkse groei komt daarmee uit op 1,15%, hetgeen lager is dan het landelijk jaarlijks gemiddelde over deze periode (2,04%). Vergeleken met de census van 1995 is het aantal mensen met 14.658 (22,5%) toegenomen.

De bevolkingsdichtheid van Alaminos was ten tijde van de laatste census, met 79.788 inwoners op 137 km², 582,4 mensen per km².